# Dansere
Albums de Jan Garbarek-Bobo Stenson Quartet
Witchi-Tai-To
(1974) Dis
(1976)
Dansere est un album du quartet Jan Garbarek / Bobo Stenson, paru en 1975 sur le label Edition of Contemporary Music. Le quartet est constitué de Jan Garbarek au saxophone ténor et soprano, Bobo Stenson au piano, Palle Danielsson à la contrebasse, et Jon Christensen à la batterie. Le disque est enregistré en Novembre 1975 à Oslo.

## Historique
L'album présente quelques similitudes avec les enregistrements faits à la même époque par le quartet de Keith Jarrett, ce qui n'est pas étonnant étant donné que Jan Garbarek a joué avec Keith Jarrett à la même époque.

## Description

### Musiciens
- Jan Garbarek - saxophone ténor, saxophone soprano
- Bobo Stenson - piano
- Palle Danielsson - contrebasse
- Jon Christensen - batterie

### Titres
| No | Titre       | Durée |
| -- | ----------- | ----- |
| 1. | Dansere     | 15:03 |
| 2. | Svevende    | 4:58  |
| 3. | Bris        | 6:11  |
| 4. | Skrik & Hyl | 1:30  |
| 5. | Lokk        | 5:39  |
| 6. | Til Vennene | 4:47  |